# Roštín
Roštín (deutsch Roschtin) ist eine Gemeinde in Tschechien. Sie liegt 16 Kilometer südwestlich von Kroměříž und gehört zum Okres Kroměříž.

## Geographie
Roštín befindet sich am nördlichen Fuße des Marsgebirges unterhalb des Brdo. Der Ort wird vom Roštínský potok, einem rechten Zufluss der Kotojedka durchflossen. Im Westen schließt sich jenseits des Tales das Littentschitzer Bergland an. Durch den Ort führt die Straße 432 zwischen Koryčany und Zdounky.
Nachbarorte sind Prachař und Lebedov im Norden, Divoky im Nordosten, Kostelany im Osten, Salaš im Südosten, Staré Hutě im Süden, Cetechovice im Südwesten, Strabenice im Westen sowie Honětice im Nordwesten.

## Geschichte

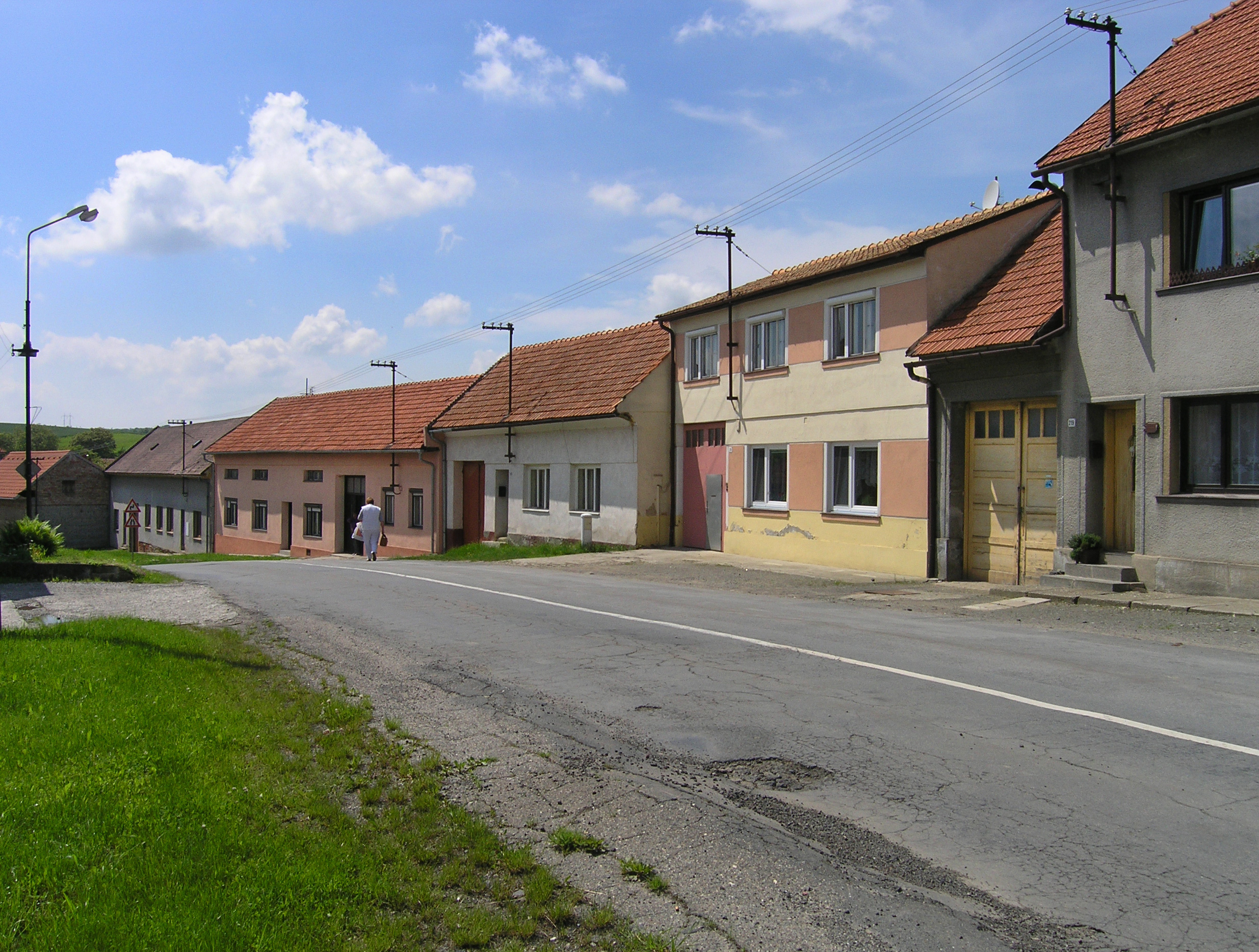
Roštín

Archäologische Funde aus den 1970er und 1980er Jahren lassen sich dem Paläolithikum und Neolithikum zuordnen. Reichhaltige Funde über die frühzeitliche Besiedlung des Gebietes stammen aus der Bronzezeit. Während der La-Tène-Zeit befand sich auf dem Hradisko am Brdo eine keltische Burgstätte.
Die erste urkundliche Erwähnung von Roštín stammt aus dem Jahre 1240, als Wenzel I. dem Kloster Hradisko den Besitz eines Kretschams in Roštín bestätigte. Papst Innozenz IV. stellte 1250 das gesamte Dorf Roszthin unter die Obhut des Klosters Velehrad. Seit 1351 befand sich das Gut Roštín im Besitz eines Vladikengeschlechts, dessen erster nachweisbarer Vertreter Beneda von Roštín war. Im Laufe des 14. und 15. Jahrhunderts erfolgten zahlreiche Besitzerwechsel und der Ort wurde geteilt. Besitzer waren in dieser Zeit die Geschlechter von Náklo und von Kokor. Einen früher dem Kloster Hradisko gehörigen Anteil erwarb um 1500 Sigmund Sedlnitzky von Choltitz. 1522 tauschte das Kloster seinen verbliebenen Besitz in Roštín mit Jindřich von Zástřizl auf Cetechovice gegen das näher gelegene Olšany ein. Den an die Herrschaft Cetechovice angeschlossenen Anteil erwarb 1657 Milechar Ledenický von Ledenice. Das ursprüngliche Roszthin befand sich um die Kirche Jakobus des Älteren. Der Ort wurde während des Dreißigjährigen Krieges im Jahre 1646 zerstört und entstand unterhalb des alten Standortes im Tal an neuer Stelle. 1656 ließ Melichar Ledenický von Ledenice die alte Kirche von Roschtin wiederherstellen und im darauf folgenden Jahr das Pfarrhaus im neuen Dorf errichten. Pfarrort blieb aber bis 1765 Střílky. Während des Tatareneinfalls von 1663 erlitt Roštín schwere Schäden, und das benachbarte Dorf Jablonná wurde ganz vernichtet. 1692 erwarb Hans von Peterswald die Herrschaften Cetechovice und Střílky. Er schloss Roštín an Střílky an. Bischof Wolfgang von Schrattenbach verkaufte den Anteil der Jesuiten 1732 an Amanda Antonia von Peterswald. Unter ihrer Herrschaft kam Roschtin 1739 wieder zur Herrschaft Cetechovice zurück. 1771 hatte Roštín 753 Einwohner. Zwanzig Jahre später waren es 893 und das Dorf bestand aus 137 Häusern. 1834 erreichte Roschtin mit 1185 Einwohnern seine höchste Bevölkerungszahl.
Nach der Aufhebung der Patrimonialherrschaften erhielt Roštín / Roschtin 1850 seine Eigenständigkeit und wurde Teil des Gerichtsbezirkes Zdounek im politischen Bezirk Kremsier. Im Jahre 1900 lebten in der Gemeinde 1143 Menschen. Besitzer der Ländereien waren im 19. Jahrhundert die Grafen Khuenburg, die die Güter 1885 an Sigmund von Herberstein veräußerten.

## Ortsgliederung
Für die Gemeinde Roštín sind keine Ortsteile ausgewiesen. Zu Roštín gehört die Ansiedlung Salárna sowie die Forsthäuser Bunč und Koulky.

## Sehenswürdigkeiten
- Pfarrkirche St. Anna, in der Ortsmitte, errichtet 1847
- Kirche St. Jakobus des Älteren; die südwestlich des heutigen Dorfes an der Straße nach Cetechovice gelegene Kirche war die Dorfkirche des alten Roszthin
- Kapelle Roštín, erbaut 1907, sie wurde 2007 rekonstruiert
- Gipfel Brdo im Marsgebirge, mit Aussichtsturm

## Söhne und Töchter der Gemeinde
- Jan Mrazík (1848–1923), tschechischer Reformpädagoge
- Heinrich Friedjung (1851–1920), österreichischer Historiker

## Bilder

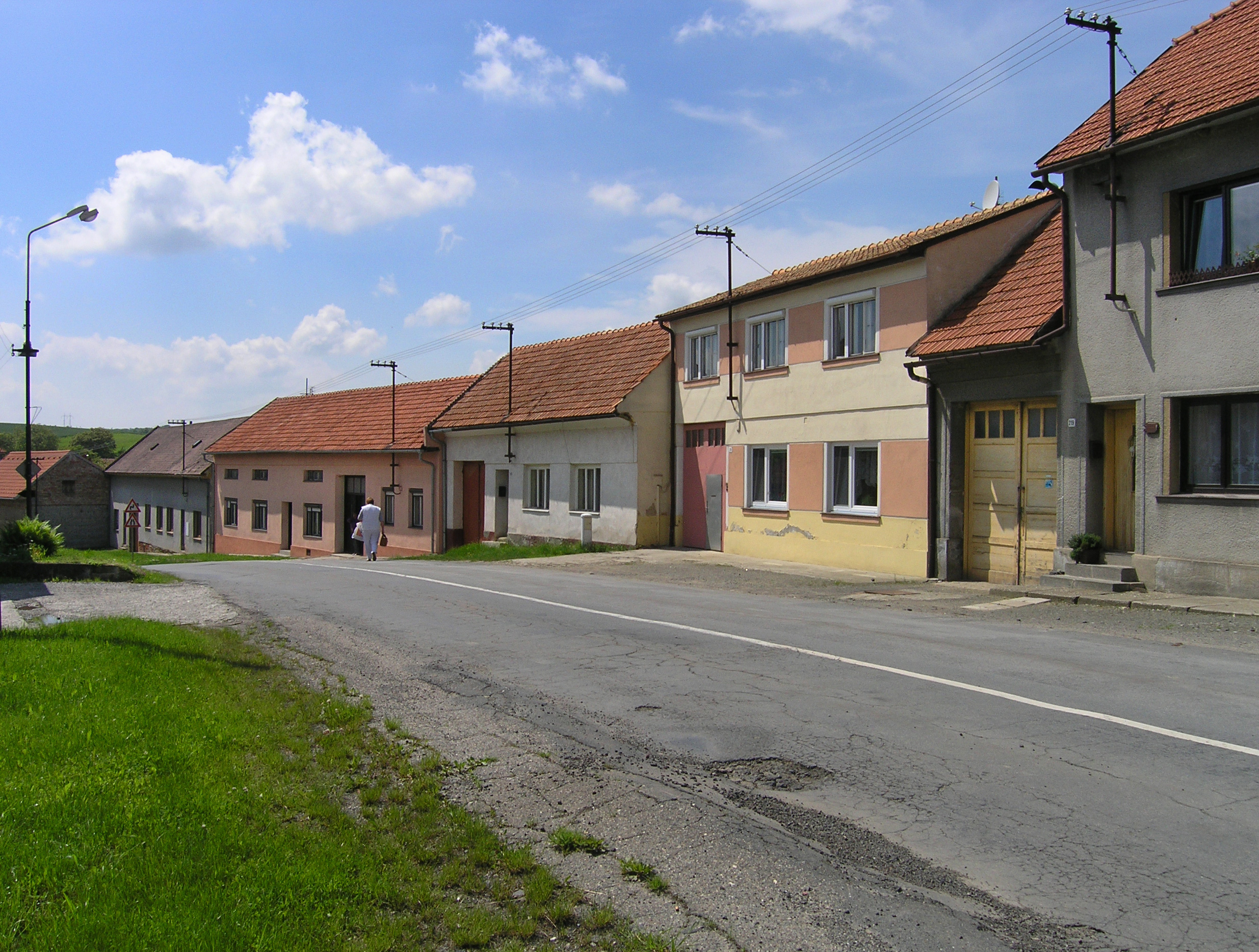
Hauptstraße
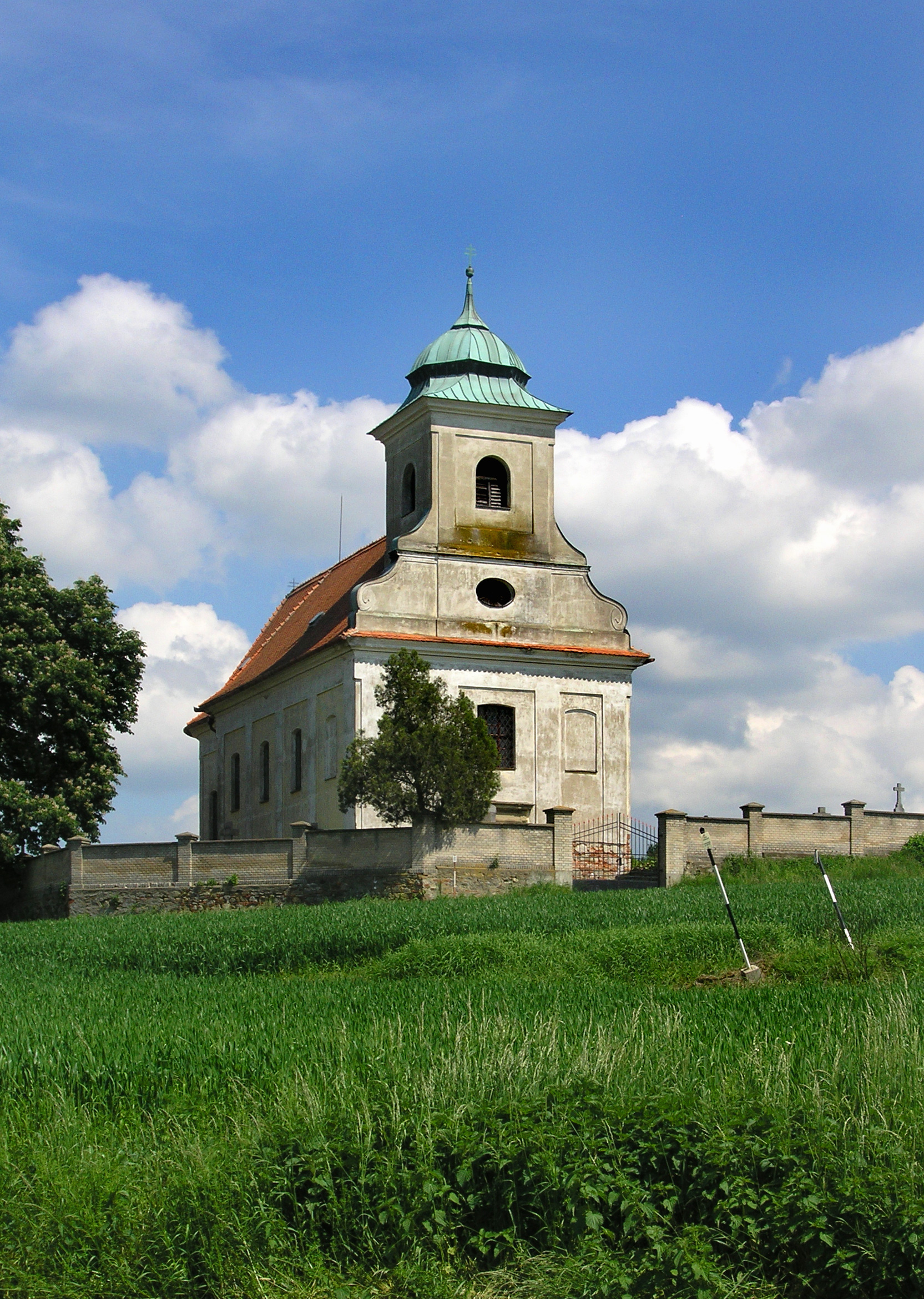
Kirche St. Jakobus des Älteren